# Верхнесеребряковка
Верхнесеребряковка — слобода в Зимовниковском районе Ростовской области. Административный центр Верхнесеребряковского сельского поселения.
Население - 935 (2010)

## История
Дата основания не установлена. Первоначально Верхнесеребряковка имела статус посёлка, входила в состав Первого Донского округа земли Войска Донского. Позднее включён в состав Сальского округа.  В 1859 году в посёлке Верхне-Серебряковском имелось 120 дворов, проживало 503 души мужского и 470 женского пола.
К 1873 году была образована Нижне-Себряковская волость. Название посёлка трансформировалось в Верхне-Себряковский. В 1873 году в посёлке Верхне-Себряковском имелось 132 двора, проживало 417 жителей мужского и 412 женского пола.
Согласно данным первой Всероссийской переписи населения 1897 года в хуторе Верхне-Себряков Нижне-Себряковской волости Сальского округа области Войска Донского проживало 445 душ мужского и 458 женского пола. К 1915 году хутор получил статус слободы, населённый пункт стал центром Себряковской волости (волостное правление перенесено из Нижне-Себряковки). Согласно алфавитному списку населенных мест Области войска Донского 1915 года в слободе Верхне-Себряковской проживало 893 души мужского и 898 женского пола, имелись почтовое отделение, Вознесенская церковь (построена в 1868 году), мужское и женское приходские училища, 1 паровая и 2 ветряные мукомольные мельницы
В результате Гражданской войны население слободы сократилось. В этот же период название слободы было изменено на Верхне-Серебряковка. Согласно первой Всесоюзной переписи населения 1926 года население слободы Верхне-Серебряковки Верхне-Серебряковского сельсовета Зимовниковского района Сальского округа Северо-Кавказского края составило 1184 человека, 519 мужчин и 665 женщин, из них великороссов — 1027.
В середине 50х годов прошлого столетия станица была полностью разобрана и перенесена на 3 км на юг . Точной цели переселения до сих пор не установлено , однако это могло случиться из-за частых наводнений , вызванными выходом р.Сал из берегов .

## География
Слобода расположена на северо-западе Зимовниковского района на границе поймы реки Сал и северных склонов Сальско-Манычской гряды, относящейся к Ергенинской возвышенности. Рельеф местности равнинный, имеет общий уклон к северу, по направлению к реке Сал. Высота центра станицы - 40 метров над уровнем моря. Почвы: в пойме реки Сал - пойменные засоленные, на склонах Сальско-Манычской гряды - тёмно-каштановые.
По автомобильной дороге расстояние до Ростова-на-Дону составляет 260 км, до ближайшего города Волгодонска - 27 км, до районного центра посёлка Зимовники — 34 км. Близ слободы проходит автодорога Зимовники — Волгодонск

### Климат
Климат умеренный континентальный (согласно классификации климатов Кёппена-Гейгера — Dfa). Среднегодовая температура воздуха положительная и составляет + 9,5 °C, средняя температура самого холодного месяца января - 5,0 °C, самого жаркого месяца июля + 23,7 °C. Расчётная многолетняя норма осадков - 433 мм. Наименьшее количество осадков выпадает в марте (норма — 28 мм), наибольшее в июне (44 мм) и декабре (46 мм).

### Улицы
- ул. Восточная,
- ул. Думенко,
- ул. Мира,
- ул. Молодёжная,
- ул. Москового.

Часовой пояс
Верхнесеребряковка, как и вся Ростовская область, находится в часовой зоне МСК (московское время). Смещение применяемого времени относительно UTC составляет +3:00.

## Население
Динамика численности населения
| 1859 | 1873 | 1897 | 1915 | 1926 |
| ---- | ---- | ---- | ---- | ---- |
| 973  | 829  | 903  | 1721 | 1184 |

| 2010 |
| ---- |
| 935  |